# Decadenza
La decadenza, in diritto, consiste nella preclusione dell'esercizio del diritto da parte del titolare, sia che inerisca a un diritto potestativo, sia che inerisca a un diritto facoltativo. 

## Descrizione
Si tratta cioè della perdita della possibilità di esercitare un diritto per il mancato compimento di un'attività o di un determinato atto, nei termini previsti dalla legge. La sua funzione è limitare i tempi di incertezza delle situazioni giuridiche. L'unico modo per evitare la decadenza è compiere l'atto nei termini previsti, ovvero:
- compiere lo specifico atto prescritto dalla legge o dal negozio giuridico nel termine ivi previsto;
- ottenere il riconoscimento del diritto da parte del soggetto contro il quale il medesimo diritto può farsi valere.

## Differenza con la prescrizione
La decadenza può esser definita come la perdita della possibilità di esercitare un diritto. Anche la prescrizione è un istituto giuridico collegato al decorso di termini, ma in quest'ultimo caso l'effetto della negligenza è la perdita vera e propria del diritto.
La decadenza non fa venir meno il diritto, ma solo la possibilità di azionarlo giudizialmente. In questo senso si ritiene che sia un istituto di natura o effetti processuali.
I due istituti si differenziano inoltre perché le ipotesi di interruzione e sospensione, previsti in materia di prescrizione, non sono di regola applicabili alla decadenza.

## Tipologie
La decadenza può essere:
- Legale: è prevista dalla legge e riguarda sia i diritti disponibili sia i diritti indisponibili. Nei diritti indisponibili la decadenza non può essere rilevata d'ufficio dal giudice salvo che si tratti di rilevare appunto le cause della sua improponibilità (art. 2969 c.c.); non può essere rinunciata e la sua disciplina è inderogabile, ovvero non può essere modificata dalle parti.
- Giudiziale: i termini di decadenza sono fissati dal giudice su istanza della parte interessata (Es: fissazione di un termine per l'accettazione dell'eredità, affinché il chiamato dichiari, entro il termine stabilito dal giudice, se accetta o no l'eredità. Qualora entro quel termine il chiamato non si pronuncia, perde il diritto di accettare: art. 481 c.c.).
- Convenzionale: i termini di decadenza li stabiliscono i privati, unico limite è evitare che i termini rendano troppo difficile l'esercizio del diritto a una delle parti (art. 2965 c.c. Decadenze stabilite contrattualmente). La decadenza convenzionale non è rilevabile d'ufficio.

Se non è fissato alcun termine di decadenza, il diritto sarà soggetto ai normali termini di prescrizione (ai sensi dell'art. 2967 c.c. Effetto dell'impedimento della decadenza).